# 180.ª Divisão de Infantaria (Alemanha)
A 180ª Divisão de Infantaria (em alemão:180. Infanterie-Division) foi uma unidade militar que serviu no Exército alemão durante a Segunda Guerra Mundial.

## Comandantes
| Comandante                     | Data                                       |
| ------------------------------ | ------------------------------------------ |
| Generalleutnant Martin Gilbert | 31 de outubro de 1944 - ? de abril de 1945 |

## Oficiais de operações
| Major Paul Weller | 31 de outubro de 1944-1945 |

## Área de operações
| Países Baixos     | outubro de 1944 - janeiro de 1945 |
| Oeste da Alemanha | janeiro de 1945 - abril de 1945   |